# Julio Arca
Julio Andrés Arca (* 31. Januar 1981 in Quilmes) ist ein ehemaliger argentinischer Fußballspieler und aktueller -trainer. Er war zumeist als Linksverteidiger und alternativ im linken oder zentralen Mittelfeld aufzufinden. Zuletzt trainierte er im Jahr 2023 den semiprofessionellen FC South Shields.
Den Großteil seiner aktiven Fußballerkarriere verbrachte Arca im Nordosten Englands, zunächst zwischen 2000 und 2006 beim AFC Sunderland, danach zwischen 2006 und 2013 für den FC Middlesbrough. Nach seiner Freistellung in Middlesbrough beendete Arca seine Laufbahn, spielte danach in der Saison 2014/15 in der Sunday League für Willow Pond und wechselte danach sukzessive ins Trainergeschäft.
Während seiner aktiven Karriere war er als offensiv orientierter Spieler bekannt, dessen Stärken die präzisen kurzen und langen Pässe waren und der dazu eine hohe Kampfbereitschaft an den Tag legte. Bei den Anhängern von Sunderland, Middlesbrough und South Shields war er Publikumsliebling und galt als „Kultfigur“.

## Sportlicher Werdegang

### Vereinskarriere

#### Argentinos Juniors
Arca begann mit dem Fußballspielen im Alter von elf Jahren und schloss sich drei Jahre später in Buenos Aires der Jugendabteilung der Argentinos Juniors an. Er durchlief dort die Juniorenmannschaften und debütierte für die Profis im Alter von 17 Jahren bei einer 1:7-Niederlage gegen den Stadtrivalen Independiente. Im Alter von 18 Jahren war er bereits Stammspieler bei den Juniors und er absolvierte bis zum Jahr 2000 insgesamt 36 Parien. Dabei lernte er den körpertonten argentinischen Fußball kennen und diese Erfahrung sollte ihm bei der späteren Umstellung auf den englischen Profifußball helfen.

#### AFC Sunderland
Im Juli 2000 wechselte Arca für die stolze Ablösesumme von 3,5 Millionen Pfund in die englische Premier League zum AFC Sunderland. Der Klub aus dem Nordosten Englands stattete den neuen Hoffnungsträger mit einem Fünfjahresvertrag aus und konnte sich gegen die ebenfalls interessierten Klubs Newcastle United und Leeds United durchsetzen. Ausschlaggebend für den Transfer war für Sunderlands Trainer Peter Reid Arcas Leistung für die argentinische U21-Auswahl gegen England im Craven Cottage. Der junge Argentinier war damit Reids teuerste Neuverpflichtung in diesem Sommer und die zweitteuerste insgesamt hinter Stefan Schwarz. Als möglicherweise künftiger A-Nationalspieler Argentiniens waren die Erwartungen in Sunderland entsprechend hoch.
Nachdem er zunächst die ersten drei Ligapartien der Saison 2000/01 aufgrund des ihm noch nicht zugestellten italienischen Passes versäumt hatte, gelang ihm bei seinem Debüt gegen West Ham United auf Anhieb ein Tor. Er war danach Teil der Mannschaft, die im Oktober 2000 viermal in Folge ohne Gegentor blieb. Aufgrund seiner stetigen Berufungen in die argentinischen Nachwuchsnationalmannschaften verpasste er vor allem im Januar 2001 zahlreiche Partien für Sunderland und kehrte erst am 10. Februar 2001 gegen den FC Liverpool (1:1) zurück. Zum Ende der Saison hatte er dann drei Tore in 30 Pflichtspielen erzielt und als neuer Publikumsliebling wurde er in Sunderland zum besten Jungprofi im Kader gewählt.
Zu Beginn der Saison 2001/02 verletzte sich Arca an Knie und musste zwei Spiele aussetzen. Er kehrte am 8. September 2001 bei einem 1:0-Sieg gegen die Blackburn Rovers zurück und erkämpfte sich seinen Stammplatz im Mittelfeld zurück. Beim 1:1 gegen den FC Arsenal köpfte Arca ein Tor in der zweiten Minute der Nachspielzeit, das aber von Schiedsrichter Mike Riley wegen einer Abseits-Stellung nicht anerkannt wurde. Diese Entscheidung wurde gleichsam von Sunderlands Kapitän Michael Gray und Trainer Peter Reid kritisiert. Am 18. November 2001 kam dann doch noch Arcas Tordebüt in der Saison beim 2:1 gegen Leeds United. Insgesamt konnte er jedoch nicht an die Leistungen des Vorjahres anknüpfen und ab Februar 2002 rotierte er aus der Mannschaft. Vornehmlich aufgrund seiner zahlreichen Verletzungen verlief Arcas zweite Saison in Sunderland enttäuschend, die zudem mit einem nur knapp erreichten Klassenerhalt endete.
Zu Beginn der Saison 2002/03 befand sich Arca weiter in der Genesungsphase und kam zu seinem ersten Einsatz am 28. August 2002 per später Einwechslung beim 1:0-Sieg gegen Leeds United. Arca arbeitete hart sowohl in Bezug auf seine Fitness und Form, vor allem, um auch unter Reids Nachfolger Howard Wilkinson gute Karten zu haben. Dessen ungeachtet wurde Arca stetig von den eigenen Anhängern als Publikumsliebling mit Sprechchören gefordert. Beim 7:0-Sieg gegen Cambridge United schoss er im Ligapokal am 1. Oktober 2002 sein erstes Saisontor, musste dann aber aufgrund einer weiteren Verletzung bei einem Einsatz in der Reservemannschaft erneut für zwei Monate pausieren. Nach seiner Rückkehr in den Spielbetrieb im Dezember 2002 folgte am 11. Januar 2003 der erste Pflichtspieleinsatz nach der Verletzung per später Einwechslung beim 0:0 gegen die Blackburn Rovers. Drei Tage später gelang ihm das zweite Saisontor beim 2:0 gegen die Bolton Wanderers in einem Wiederholungsspiel des FA Cups. Anschließend war Arca zumeist eine Konstante in der Mannschaft. Zum Ende der Saison 2002/03 musste der Klub jedoch als Tabellenletzter den Gang in die Zweitklassigkeit antreten. Arca hatte in der Saison insgesamt 18 Pflichtspiele bestritten und zwei Tore erzielt.
Zu Beginn der Saison 2003/04 verpasste Arca die ersten drei Spiele, vordergründig deswegen, weil er mit einem Wechsel in Verbindung gebracht wurde. Sein erster Einsatz folgte am 23. August 2003 gegen Preston North End (2:0) als Linksverteidiger. Ab dann war er wieder im linken Abwehrbereich Stammkraft, ließ zwei weitere Partien ohne Gegentor folgen, schoss beim 4:0 gegen Bradford City sein erstes Saisontor und wurde explizit von Trainer Mick McCarthy und Gary Breen für den signifikanten Beitrag gelobt. Sein zweiter Treffer der Saison folgte am 27. September 2003 beim 2:0-Sieg gegen den FC Reading. Eine weitere Woche später am 4. Oktober 2003 wurde er dann jedoch beim 1:0 gegen Sheffield United mit einer gelbroten Karte vom Platz gestellt. Denselben Fauxpas erlaubte er sich am 2. Dezember 2003 gegen Wigan Athletic (1:1), der eine Sperre von zwei Spielen zur Folge hatte. Nach seiner Rückkehr zeigte er sich wiedererstarkt und schoss im Verlauf des Januars 2004 drei Tore. Wieder mehrten sich die Gerüchte in der Winter-Transferperiode ob eines möglichen Wechsels von Arca, der aber von Trainer McCarthy kategorisch ausgeschlossen wurde. Auch Arca selbst bezeugte wiederholt seinen Wunsch, dem Verein treu zu bleiben. Später in der Saison musste Arca aufgrund einer erneuten Knieverletzung fünf weitere Partien pausieren und erst am 27. März 2004 kehrte er beim 2:1 gegen Derby County in die Startformation zurück. Nach fünf weiteren Partien als Stammspieler verletzte er sich erneut am Knie, so dass er für den Rest der Saison aussetzen musste. Zum Ende der Spielzeit 2003/04 hatte Arca 37 Pflichtspiele bestritten und sechs Tore geschossen. Aufgrund seiner beständig guten Leistungen wurde er in die Zweitligamannschaft der Saison 2003/04 (PFA Team of the Year) gewählt.
Ein weiteres Mal wurde auch vor Beginn der Saison 2004/05 über einen Weggang Arcas aus Sunderland spekuliert, denen erneut Trainer McCarthy entgegnete, ohne ihn würde das Ziel des Wiederaufstiegs in die Premier League nicht möglich sein. Arca selbst bekannte sich zu Sunderland und erklärte sich bereit zu Verhandlungen bezüglich eines neuen Vertrags. Er ging in die anschließende Saison als Stammspieler im Mittelfeld. Das erste Tor gelang ihm beim 2:0-Sieg gegen Nottingham Forest am 14. September 2004. Er verpasste kurz darauf zwei Spiele aufgrund stetiger Beinprobleme und nach seiner Rückkehr erzielt er am 30. Oktober 2004 sein zweites Saisontor beim 3:1 gegen Brighton & Hove Albion, gefolgt von einem Dreierpack über Assists beim 3:1 gegen die Wolverhampton Wanderers. Umstritten war sein Vaterhalten bei der 0:2-Niederlage gegen Millwall am 5. November 2004, als er dem Anhang des Gegners die beleidigende Version des Victory-Zeichens präsentierte nach einer Auseinandersetzung mit Kevin Muscat. Dies führte sogar zwischenzeitlich zu Ermittlungen der Polizei in Folge einer Anzeige durch den englischen Fußballverband. Am 12. November 2004 wurde Arcas Vertragsverlängerung um drei weitere Jahre bis 2007 berichtet. Vor Jahresende 2004 schoss Arca noch zwei weitere Tore, bevor ihn im Januar 2005 eine weitere Verletzung plagte. Insgesamt galt Arca aber in der Saison 2004/05 als treibende Kraft des AFC Sunderland auf dem Weg zum Gewinn der Zweitligameisterschaft und der damit verbundenen Rückkehr in die Premier League. Mit neun Toren in 42 Pflichtspielen wurde er erneut in die Zweitligamannschaft des Jahres gewählt.
Zu Beginn der Erstligasaison 2005/06 bekleidete Arca in der Mannschaft die Position des Linksverteidigers. Mit fünf Niederlagen zum Auftakt startete der Aufsteiger jedoch denkbar schlecht. Zum ersten Sieg beim 2:0 gegen den FC Middlesbrough (dem ersten Premier-League-Erfolg für Sunderland seit 2002) trug Arca mit einem eigenen Treffer bei. Eine Zehverletzung im Training sorgte kurz darauf für eine weitere Zwangspause von zwei Partien und erst am 23. Oktober 2005 kehrte er per Einwechslung gegen den Erzrivalen Newcastle United (2:3) zurück. Dies sollte ein kurzes Intermezzo sein, denn die wiederkehrenden Probleme mit seinem Zeh sorgte nun für ein weiteres einmonatiges Aussetzen. Erst am 10. Dezember 2005 stand er wieder in der Startformation und war beim 2:0-Sieg über die volle Distanz gegen Charlton Athletic beteiligt. Anschließend verteidigte er seinen Platz in der Mannschaft, je nach Bedarf als linker Abwehrspieler oder im Mittelfeld. Ein weiteres Mal wurde über einen Abgang im Januar 2006 spekuliert, was Arca ebenso gleichsam wie zuvor widerlegte. Gegen Ende der Spielzeit kollidierte er in der Partie gegen Newcastle United (1:4) mit Alan Shearer, der sich dadurch am Knie verletzte. Sunderland musste sich nach Ablauf der Spielzeit wieder in die Zweitklassigkeit verabschieden.
Dies sorgte dafür, dass Arca dann doch im April 2006 seinen Abschied aus Sunderland bekannt gab, nachdem er zuvor verkündet hatte, dem Klub nicht erneut in zweite Liga folgen zu wollen. Vor seinem Abgang hatte Arca 177 Pflichtspiele für Sunderland bestritten und 23 Tore erzielt. Fünf Jahre später wurde er in Sunderland als Teil der "Solid Gold XI" gewählt.

#### FC Middlesbrough

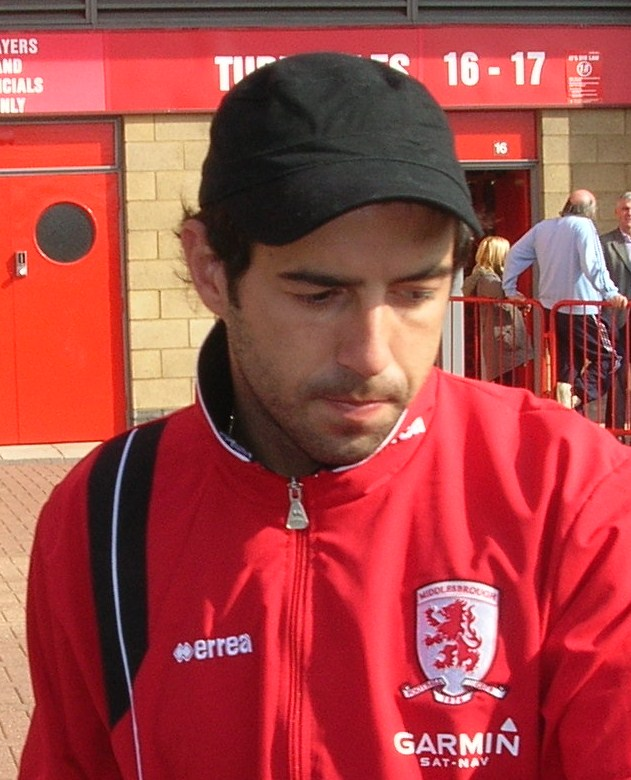
Arca beim FC Middlesbrough (2008)

Am 26. Juli 2006 wurde nach dem Abstieg des AFC Sunderland bekannt gegeben, dass Arca einen Fünfjahresvertrag beim Erstligisten FC Middlesbrough unterzeichnet hatte. Die Ablösesumme betrug Presseberichten zufolge 1,75 Millionen Pfund und der Argentinier war die erste Verpflichtung des neuen Trainers Gareth Southgate. Middlesbrough setzte sich dabei gegenüber dem ebenfalls interessierten spanischen Klub Espanyol Barcelona durch und wollte damit in erster Linie den Weggang von Franck Queudrue zum FC Fulham kompensieren.
Arca debütierte für Middlesbrough zum Saisonauftakt gegen den FC Reading (2:3), brach sich dabei den Fuß und wurde zur Halbzeit ausgewechselt. Nach seiner Genesung feierte er per Einwechslung am 14. Oktober 2006 sein Comeback gegen den FC Everton (1:0). Mit dem stetigen Fortschritt guter Leistungen von Andrew Taylor als Linksverteidiger kam er dazu, dass Arca zumeist im Mittelfeldzentrum eingesetzt wurde. Sein erstes Tor für den Klub schoss er am 23. Dezember 2006 gegen Charlton Athletic und ließ beim 3:1-Sieg einen zweiten Treffer folgen. Das dritte Tor folgte am 17. Februar 2007 beim 2:2 im FA Cup gegen West Bromwich Albion in der fünften Runde, die dann im Wiederholungsspiel im Elfmeterschießen für Boro entschieden wurde, in dem wiederum Arca traf. In der sechsten Runde bereitete Arca einen Ausgleichstreffer von Lee Cattermole gegen Manchester United (2:2) vor. Auch hier kam es zu einem Wiederholungsspiel, das Middlesbrough mit 0:1 verlor. Eine Leistenverletzung sorgte für eine weitere einmonatige Pause, bevor Arca am 28. April 2007 gegen Tottenham Hotspur (2:3) per Einwechslung zurückkehrte.
Vor Beginn der Saison 2007/08 wurde über Arcas Rückkehr nach Sunderland spekuliert, aber Middlesbrough lehnte das Transferangebot in Höhe von zwei Millionen Pfund ab. Trotz der zwischenzeitlichen Unruhe im Verein behielt Arca seinen Stammplatz in Middlesbrough und bekleidete dort eine Position im Mittelfeld. Er bereitete am 18. August 2007 ein Tor von Midobeim 2:1-Sieg gegen Fulham vor und ließ im folgenden Spiel gegen den Lokalrivale Newcastle United das erste Saisontor folgen. Einen Monat später kam es zum Aufeinandertreffen mit seinem Ex-Klub aus Sunderland (2:2) und auch hier steuerte Arca ein Tor bei. Aus dem gegnerischen Lager wurde ihm weitgehende Sympathie entgegengebracht und als er verletzt ausgewechselt werden musste, applaudierten ihm seine ehemaligen Anhänger lautstark. Unglücklicherweise musste Arca aufgrund dieser Blessur wieder für zwei Monate aussetzen und er tat sich anschließend schwer, die alte Form wiederzuerlangen. Erst am 9. Dezember 2007 wurde er beim 2:1-Sieg gegen den FC Arsenal wieder eingewechselt und in der Folgezeit erarbeitete er sich seinen Stammplatz zurück. Im Januar 2008 wurde er zum Mannschaftskapitän befördert und folgte damit George Boateng nach. In seinem ersten Spiel mit Kapitänsbinde trennte sich die Mannschaft mit 1:1 von den Blackburn Rovers in der Premier League. Nach nur wenigen Partien als Kapitän war er diese Rolle aber schon wieder los, da diese fortan von Emanuel Pogatetz übernommen wurde. Im März 2008 verlor er gar seinen Platz in der Mannschaft, was Trainer Southgate wiederum mit einer notwendigen Belastungspause begründete. Erst am 6. April 2008 kehrte er wieder zurück und stand über die volle Spieldistanz gegen Manchester United (2:2) auf dem Feld. Nach seinem Comeback fand er in die Startelf zurück und bereitete in den letzten drei Partien zwei Tore vor (gegen Sunderland und Manchester City).
Vor der Saison 2008/09 wechselte Arca die Rückennummer 33 zu der historisch gesehen für Linksverteidiger typischen 3. Da er sich bei Freundschaftsspiel gegen Hibernian Edinburgh jedoch den Knöchel verletzte, musste er zwei Monate auf seinen ersten Einsatz in der Spielzeit warten. Er gab seinen Saisoneinstand erst am 29. Oktober 2008 per Einwechslung in der 75. Minute beim 2:0-Sieg gegen Manchester City. Nach seiner Rückkehr hatte er in den folgenden Monaten den Stammplatz im Mittelfeld sicher, aber Mitte Januar 2009 verlor er aufgrund einer Krankheit diese Position und nahm auf dem Weg zur vollen Genesung fortan auf der Ersatzbank Platz. In die Startelf schaffte er es erst wieder in der Fünfrundenbegegnung des FA Cups gegen West Ham United (1:1), die Middlesbrough dann im Wiederholungsspiel mit 2:0 für sich entschied. Gegen Ende der Saison 2008/09 setzte ihn eine Oberschenkelverletzung für einen weiteren Monat außer Gefecht und erst am 16. Mai 2009 schaffte er es beim 1:1 gegen Aston Villa wieder in die Startelf. Das letzte Saisonspiel ging mit 1:2 gegen West Ham United verloren, was wiederum den Abstieg nach elf Jahren Premier League in die zweite Liga zur Folge hatte.
Vor der Saison 2009/10 bekräftigte Arca, dass er Middlesbrough verlassen und weiter in der Premier League spielen wollte. Eine Verletzung in der Saisonvorbereitung ließ dieses Vorhaben jedoch scheitern und Arca sah sich einer verletzungsgeplagten Spielzeit ausgesetzt mit einigen Zwangspausen. Nach seiner anfänglichen Genesung eroberte er sich seinen Stammplatz im Mittelfeld des Teams zurück und bereitete am 21. November 2009 das erste Tor von Leroy Lita gegen Nottingham Forest (1:1) vor, gefolgt von einem weiteren Assist für Dave Kitson, der zweimal traf beim 2:2 gegen Peterborough United (2:2). Teamintern duellierte er sich mit Adam Johnson, der Arca oft auf die Ersatzbank verdrängte, bevor Johnson wiederum im Januar 2010 zu Manchester City wechselte. Davon profitierte Arca aber weniger als erhofft und verpasste nach dem Jahreswechsel vier Spiele. Erst am 16. Februar 2010 kehrte er bei der 0:2-Niederlage gegen den FC Blackpool zurück. Kurz darauf bereitete er gegen den FC Watford das 1:1 durch Lita vor. Am Ende der Saison hatte Arca 36 Pflichtspiele bestritten; das ernannte Wiederaufstiegsziel wurde aber verpasst.
Trotz der Aussicht auf ein weiteres Jahr ohne Premier-League-Fußball bekräftigte Arca vor der Saison 2010/11, dem Klub treu bleiben zu wollen. Beim Saisonauftakt legte Arca das erste Tor von Scott McDonald gegen Ipswich Town auf, das jedoch noch in eine 1:3-Niederlage gedreht wurde. Im Ligapokal trug sich Arca wieder einmal in die Torschützenliste ein gegen den FC Chesterfield und traf in der Liga zum ersten Mal nach drei Jahren per Elfmeter gegen Cardiff City (1:0). Damit erreichte er einen Wendepunkt, der ihn gegen Ende 2010 wieder zu einer guten Form brachte, nachdem er noch im Oktober zuvor zwei Verletzungen erlitten hatte. Während der gesamten Saison wechselte er häufig zwischen der linken Abwehrseite und dem Mittelfeld. Zwischen dem 28. Dezember 2010 und dem 3. Januar 2011 gab er drei Assists in den Partien gegen Preston North End, Leeds United und Norwich City. Selbst traf er wieder am 23. April 2011 gegen Hull City und später in der Woche gegen Coventry City (2:1). Obwohl er im späteren Saisonverlauf noch drei Spiele verpasste, war er in der Spielzeit in 35 Partien zum Einsatz gekommen. Die gezeigten Leistungen brachten ihm vereinsinterne Auszeichnungen sowohl von den eigenen Anhängern als auch von den Mannschaftskameraden zum besten Spieler der abgelaufenen Saison ein.
Zum Ende der Saison 2010/11 lief Arcas Vertrag in Middlesbrough aus und er hatte bereits im Februar 2011 verkündet, den Verein zu verlassen. Zu einem früheren Zeitpunkt hatte er noch bekundet, auch eine Gehaltskürzung für eine Folgeengagement zu akzeptieren. Mitte Juni 2011 wurde ihm schließlich ein Kontrakt mit reduzierten Bezügen angeboten. Arca war ab Juli 2011 als Free Agent vertragslos, aber Middlesbroughs Trainer Tony Mowbray schloss eine weitere Beschäftigung des Argentiniers nicht aus. Eine mögliche Rückkehr ins Heimatland zu den Boca Juniors zerschlug sich letztlich, so dass Arca am 12. August 2011 einen neuen Zweijahresvertrag in Middlesbrough unterschrieb.
Nur zwei Tage nach der Vertragsunterzeichnung wurde Arca im Auswärtsspiel gegen Leeds United eingewechselt und bereitete den 1:0-Siegtreffer von Marvin Emnes vor. Er absolvierte auch eine Reihe von weiteren Partien, obwohl zumeist nur von der Ersatzbank aus. Später stand er wieder häufiger in der Startformation. Dazu zählte sein Auftritt gegen Cardiff City am 17. Dezember 2011, mit einem weiteren Assist für Faris Haroun (der bereits im Spiel zuvor getroffen hatte) zum 3:2-Sieg. Am 21. Januar 2012 wurde Arca gegen Coventry City (1:3) in der letzten Spielminute nach einem Foul an Sammy Clingan vom Platz gestellt. Nach einer Sperre von drei Spielen kehrte er am 14. Februar 2012 in die Startelf zurück beim 2:1 gegen Nottingham Forest. Im anschließenden Spiel legte er gegen den FC Millwall (3:1) den dritten Boro-Treffer für Curtis Main auf. Trotz häufiger Abwesenheiten während der Saison 2011/12 kam Arca in der abgelaufenen Saison auf 33 Pflichtspiele.
Zu Beginn seiner letzten Saison 2012/13 absolvierte Arca zunächst im August 2012 drei Spiele. Seine Bewährungschancen wurden jedoch stetig weniger und er fand sich zumeist auf der Ersatzbank wieder. Eine weitere Verletzung am Zeh sorgte für einen monatelangen Ausfall und er sollte im Verbleib der Spielzeit 2012/13 nicht mehr in die Mannschaft zurückkehren. Es folgte seine Freistellung zum Saisonende.
Nach dem Vertragsende 2023 in Middlesbrough trat Arca von aktiven Profifußball zurück.

#### FC South Shields
Arca ging seiner Fußballleidenschaft weiter im Amateurbereich nach und spielte für einen Freizeitklub Willow Pond in der Sunderland Sunday League. Im Juli 2015 schloss er sich seinem Ex-Klub AFC Sunderland an und arbeitete dort fortan im Nachwuchsbereich.
Am 4. September 2015 heuerte er in der Division Two der Northern League beim FC South Shields an. Dort schoss er bei seinem Debüt gegen den Stokesley Sports Club (1:1) auf Anhieb ein Tor. Ein weiteres Tor gelang ihm gegen Ryton & Crawcrook Albion (4:0) und ein dritter Treffer folgte per Freistoß beim 4:0 gegen Esh Winning. Arca schoss in der Saison 2015/16 zwölf Tore und South Shields stieg als Tabellenerster in die Division One der Northern League auf.
In der folgenden Saison 2016/17 führte Arca den Klub als Kapitän an und erreichte das Finale der FA Vase, in dem sich South Shields gegen Cleethorpes Town mit 4:0 durchsetzte. Anschließend wurde verkündet, dass Arca einen weiteren Zweitjahresvertrag unterzeichnet habe. Zum Abschluss der Saison 2017/18 verkündete er aber seinen erneuten Rücktritt als Fußballer; den Klub aus South Shields hatte er zuvor zu drei Aufstiegen und einem Pokalgewinn geführt.

### Argentinische Nationalmannschaft
Arca war Kapitän der argentinischen Jugendnationalmannschaft, die prominente spätere Profis wie Javier Saviola, Nicolás Burdisso und Maxi Rodríguez in ihren Reihe hatte und von José Pékerman trainiert wurde. Sein einziges U21-Länderspiel bestritt er am 22. Februar 2000 gegen England (0:1).
Nach seiner erfolgreichen ersten Saison in der Premier League mit Sunderland führte er die U20-Nationalmannschaft als Kapitän an, die in Buenos Aires die Weltmeisterschaft gewann. Dabei schlug das Team den Gegner aus Ghana deutlich mit 3:0 und sicherte Argentinien somit die vierte Juniorenweltmeisterschaft. Zuvor hatte Arca mit der U20 an der Südamerika-Juniorenmeisterschaft teilgenommen und dort den Vize-Titel erlangt. Insgesamt absolvierte Arca zwölf U20-Länderspiele und schoss zwei Tore.
Drei Jahre später wurde erwartet, dass Arca für die Qualifikationsspiele für Olympia 2004 nominiert würde. Sein Klub aus Sunderland verweigerte jedoch die Zustimmung und stellte die Wichtigkeit seiner Klubkarriere in den Vordergrund. Ebenso ging man davon aus, dass er zumindest bei Olympia selbst in den Kader berufen würde. Die Hoffnungen wurden jedoch enttäuscht und Arca blieb bei der Nominierung unberücksichtigt. Arca zeigte sich enttäuscht, akzeptierte aber letztlich die Entscheidung. Drei Jahre später äußerte Arca erneut seine Hoffnung, nunmehr in die A-Nationalmannschaft berufen zu werden und bezog sich auf ähnliche Beispiele von Argentiniern in Europa wie Carlos Tévez und Javier Mascherano. Zu einem A-Länderspiel sollte Arca jedoch im Verlauf seiner Karriere nicht kommen.

### Trainerkarriere
Nach dem Ende seiner aktiven Karriere hat Arca die UEFA-B-Trainerlizenz erworben und äußerte im Jahr 2015 den Wunsch, künftig als Trainer arbeiten zu wollen. Er übernahm zunächst in Sunderland die Verantwortung für den U14-Nachwuchs. Am 27. April 2023 wurde Arca bei seinem Ex-Klub FC South Shield nach dem Aufstieg in die National League North der neue Trainer. Am 27. Dezember 2023 wurde er aber nach einer Serie von schlechten Resultaten entlassen. Entscheidend war eine 1:3-Heimniederlage gegen den Lokalrivalen Blyth Spartans und das damit verbundene Abrutschen auf den achten Platz nach sechs sieglosen Spielen.

## Privates
Julios Vater Raúl Arca war ebenfalls Fußballer, kam aber über die Reservemannschaft von Racing Club nicht hinaus; dazu hat er einen jüngeren Bruder. Als Heranwachsender war Julio wie die gesamte Arca-Familie Anhänger von River Plate. Er wohnte den Spielen jedoch nur selten bei, weil er lieber selber auf dem Fußballplatz stand. Er hat italienische Wurzeln aufgrund seiner Großmutter, die es ihm ermöglichten, dass er im August 2000 einen italienischen Pass erhielt.
Nach seiner Ankunft in Sunderland konnte er nur Bruchstücke der englischen Sprache und so musste Emerson Thome oft den Übersetzer spielen. Als Publikumsliebling widmeten ihm die Anhänger des AFC Sunderland einen eigenen Sprechgesang und nannten das Lied "Hooolio". Im August 2004 wurde Arca von einer Qualle beim Baden in der Nordsee gestochen und reagierte stark allergisch darauf.
Arca ist mit seiner Jugendliebe Valeria verheiratet und beide haben zwei gemeinsame Kinder. Seit seiner Ankunft in England ist er wohnhaft in Wearside. Im Jahr 2019 zog Arca mit seiner Familie zurück nach Argentinien und startete dort ein neues Geschäft. Die "Premier Sport Division" soll Sportlern dabei helfen, sich nach Umzügen ins Ausland zurechtzufinden.

## Titel/Auszeichnungen
- U-20-Fußball-Weltmeisterschaft (1): 2001
- FA Vase (1): 2017
- PFA Team of the Year (2): 2003/04, 2004/05 (jeweils 2. Liga)